# Barbora Hermannová
Barbora Hermannová (* 7. November 1990 in Ostrava) ist eine tschechische Beachvolleyballspielerin.

## Karriere
Hermannová hatte ihren ersten internationalen Auftritt 2008. Mit Michala Kvapilová wurde sie Neunte der Jugend-Weltmeisterschaft in Den Haag. 2009 spielte sie einige Open-Turniere mit Šárka Nakládalová. Im gleichen Jahr erreichte sie mit ihrer heutigen Partnerin Martina Bonnerová bei der U20-Europameisterschaft in Griechenland den siebten Rang. Außerdem wurden die beiden Tschechinnen Vierte der Junioren-Weltmeisterschaft in Blackpool. Ein Jahr später belegten sie im gleichen Wettbewerb in Alanya den fünften Platz. Bei der U23-EM in Kos wurden sie erneut Siebte. Nach diesen Erfolgen in der Nachwuchskonkurrenz absolvierten sie 2011 in Mysłowice ihr erstes gemeinsames Open-Turnier. Kurz darauf gelang ihnen beim Satellite in Zypern der erste Turniersieg. In Porto wiederholten Bonnerová/Hermannová den siebten Platz bei der U23-EM. 2012 spielten sie ihre ersten Grand Slams in Shanghai und Peking. Bei der Europameisterschaft in Scheveningen belegten sie Platz fünf. Bei der WM 2013 in Stare Jabłonki schieden sie sieglos nach der Vorrunde aus. Im gleichen Jahr gewannen sie die tschechische Meisterschaft und in der folgenden Saison standen sie ein zweites Mal im Finale dieser Veranstaltung.
Seit August 2015 war Markéta Sluková Hermannovás Partnerin. Bei den Olympischen Spielen 2016 in Rio de Janeiro erreichten Hermannová/Sluková in der Vorrunde nach einem Sieg und zwei Niederlagen den dritten Platz und schieden anschließend im „Lucky Loser“ Spiel gegen das russische Duo Ukolowa/Birlowa aus. 2018 und 2019 gehörten Hermannová/Sluková zur absoluten Weltspitze. In den folgenden beiden Spielzeiten gewannen sie die Meisterschaften ihres Heimatlandes. Über die Weltrangliste qualifizierten sie sich 2021 für die Olympischen Spiele in Tokio. Zwei Tage vor dem Beginn der Wettkämpfe wurde Sluková allerdings positiv auf SARS-CoV-2 getestet, sodass das tschechische Team ersatzlos zurückgezogen wurde.
Nach dem Karriereende von Sluková spielt Hermannová seit August 2021 an der Seite von Marie-Sára Štochlová. Beste Ergebnisse auf der neugeschaffenen World Beach Pro Tour 2022 waren ein zweiter Platz im Juli beim Challenge-Turnier im marokkanischen Agadir und der Sieg im Oktober beim ersten Challenge-Turnier in Dubai. In der folgenden Saison erkämpften sie Bronze beim Challenge in Edmonton und wurden jeweils siebzehnte bei den Europa– und Weltmeisterschaften. Zwischen diesen Veranstaltungen gewannen sie das Futures im heimischen Brno und die tschechische Meisterschaft.
Bestes Ergebnis bei der Pro Tour 2024 war die Achtelfinalteilnahme beim Elite16 in der zweitgrößten Stadt ihres Heimatlandes. Bevor Štochlová / Hermannová als Gruppendritte bei den Olympischen Spielen in der Lucky Loser Runde standen, waren sie bereits zwei Mal glückliche Verlierer, um sich überhaupt für diese Veranstaltung zu qualifizieren. In der Vorrunde zum Nations Cup 2024 wären sie als Zweite der Gruppe B eigentlich ausgeschieden, profitierten jedoch davon, dass die Sollstärke für die Endrunde nicht erreicht worden war und sie durch ihre Position im CEV Länderranking nachrücken durften. Im eigentlichen Wettbewerb wurden sie ebenfalls Zweite. Da die vor ihnen liegenden Niederländerinnen nicht die nationalen Kriterien für eine Olympiateilnahme erfüllten, durften die Tschechinnen am bedeutendsten Event des Jahres teilnehmen. Die dritte Lucky Loser Ausgabe der Saison endete für sie nicht glücklich, denn sie mussten gegen die Bronzemedaillengewinnerinnen Melissa / Brandie antreten. Durch die Niederlage belegten Štochlová / Hermannová im Gesamtklassement den geteilten siebzehnten Rang. Als Gruppensiegerinnen bei der Europameisterschaft gewannen sie auch ihr Achtelfinale gegen E. van Driel / Bröring, verloren jedoch anschließend gegen Raupelytė / Paulikienė und wurden so Fünfte.